# DERTOUR Group
Die DERTOUR Group ist ein international tätiger Reisekonzern mit Sitz in Köln und einer weiteren Zentrale in Frankfurt am Main. Rund 130 Reiseveranstalter, Reisebüro-Ketten, Buchungsportale, Zielgebietsagenturen, Hotelgesellschaften und andere Unternehmen mit Aktivitäten in 16 europäischen Ländern gehören zum Konzern. Bekannte Marken sind beispielsweise Dertour, ITS Reisen und Meiers Weltreisen.
Die Geschichte der DERTOUR Group geht zurück auf das 1917 in Berlin gegründete Deutsche Reisebüro (DER). Seine Ursprünge liegen im Verkauf von Fahrkarten für Bahn und Schiffspassagen.
Nach dem Zweiten Weltkrieg dehnte man das Geschäft auf Bus- und Flugreisen aus. Im Jahr 2000 übernahm die REWE Group das Unternehmen und führte es mit seinen Tourismusgeschäften zusammen. 2013 wurde DERTOUR als Dachmarke etabliert und ersetzte damit insbesondere die REWE Touristik. Heute bildet die DERTOUR Group als Reisesparte neben dem Einzelhandel das zweite Standbein des REWE-Konzerns.

## Geschichte

### Anfänge des Unternehmens

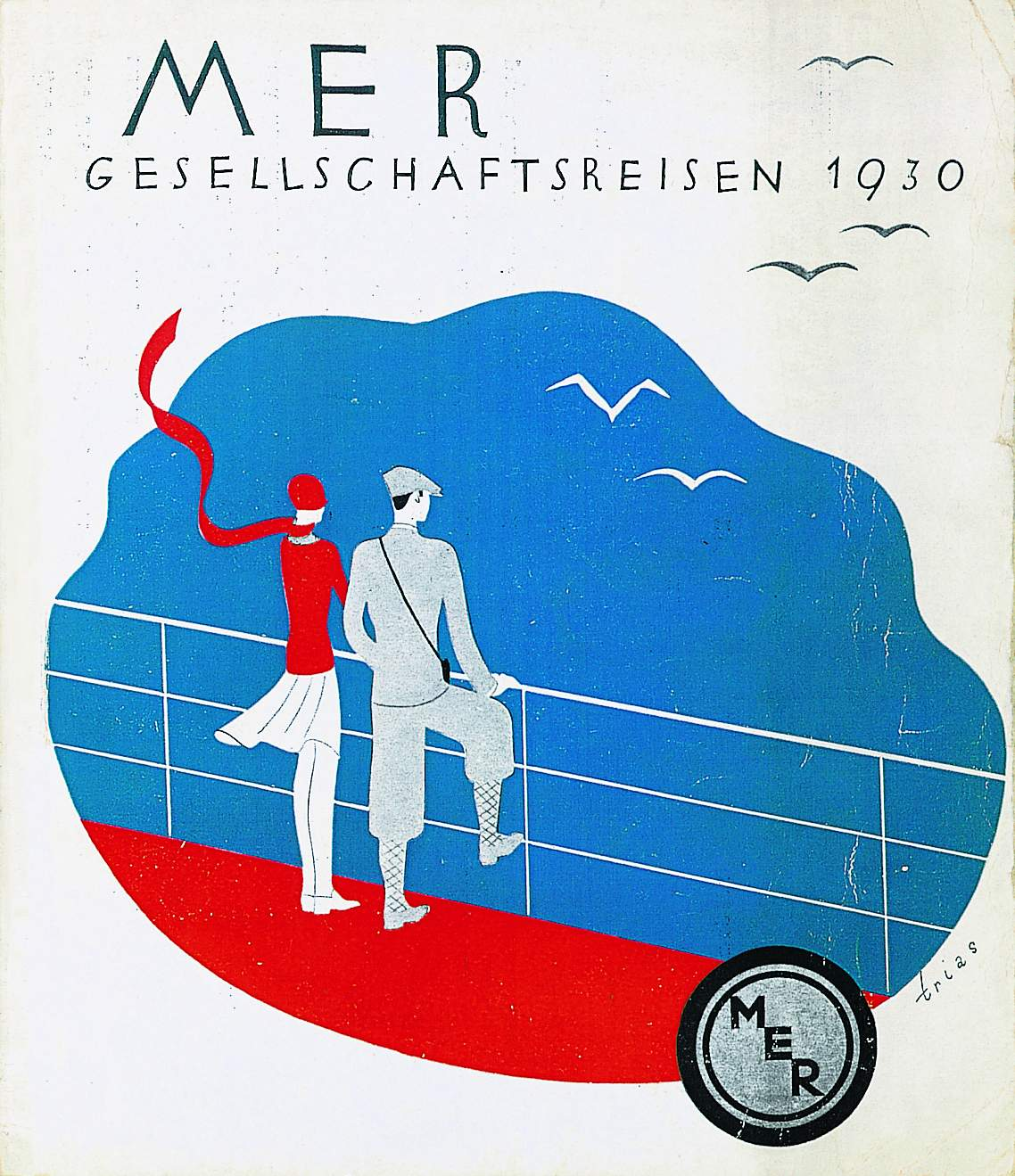
Cover eines Katalogs für Gesellschaftsreisen des MER (1930)

Am 17. Oktober 1917 gründeten die beiden Reedereien Norddeutscher Lloyd und die Hamburg-Amerika-Linie sowie die Staatsbahnen der deutschen Länder (Beteiligung von 50,1 %) das Deutsche Reisebüro in Berlin. Das Stammkapital belief sich auf eine Million Reichsmark. Infolge des Beitritts weiterer Gesellschafter, dem Ibusz (Fremdenverkehrsamt Ungarns) und den Ungarischen Staatsbahnen, hieß das Unternehmen ab 1918 Mitteleuropäisches Reisebüro (MER). 1920 schloss sich das Österreichische Verkehrsbüros an. Es erhielt ein Monopol für den Verkauf von Bahnfahrkarten außerhalb der Bahnhöfe. In den 1920er Jahren erreichte man mit Gesellschaftsreisen als zusätzliches Geschäftsfeld einen großen Kundenkreis. Um vom einsetzenden transatlantischen Reiseverkehr zu profitieren, wurde 1926 unter dem Namen Ameropa Travel die erste Tochtergesellschaft in den Vereinigten Staaten ins Leben gerufen. Nach New York City entstanden Filialen in Cleveland, Los Angeles und Chicago. Ende der 1920er Jahre hatte das Unternehmen rund 1000 Filialen, davon drei Viertel im Ausland.

### Das Unternehmen in der NS-Zeit
| Eigentümer und Anteile (1937)      | Eigentümer und Anteile (1937) |
| ---------------------------------- | ----------------------------- |
| Reichsbahn                         | 44,1 %                        |
| Hamburg-Amerika-Linie              | 16,7 %                        |
| Norddeutscher Lloyd                | 16,7 %                        |
| Ibusz                              | 16,2 %                        |
| Österreichische Verkehrsbüro (ÖVB) | 5 %                           |
| Ungarische Staatsbahnen            | 1,2 %                         |
| Jadranska Plovidba                 | 0,1 %                         |

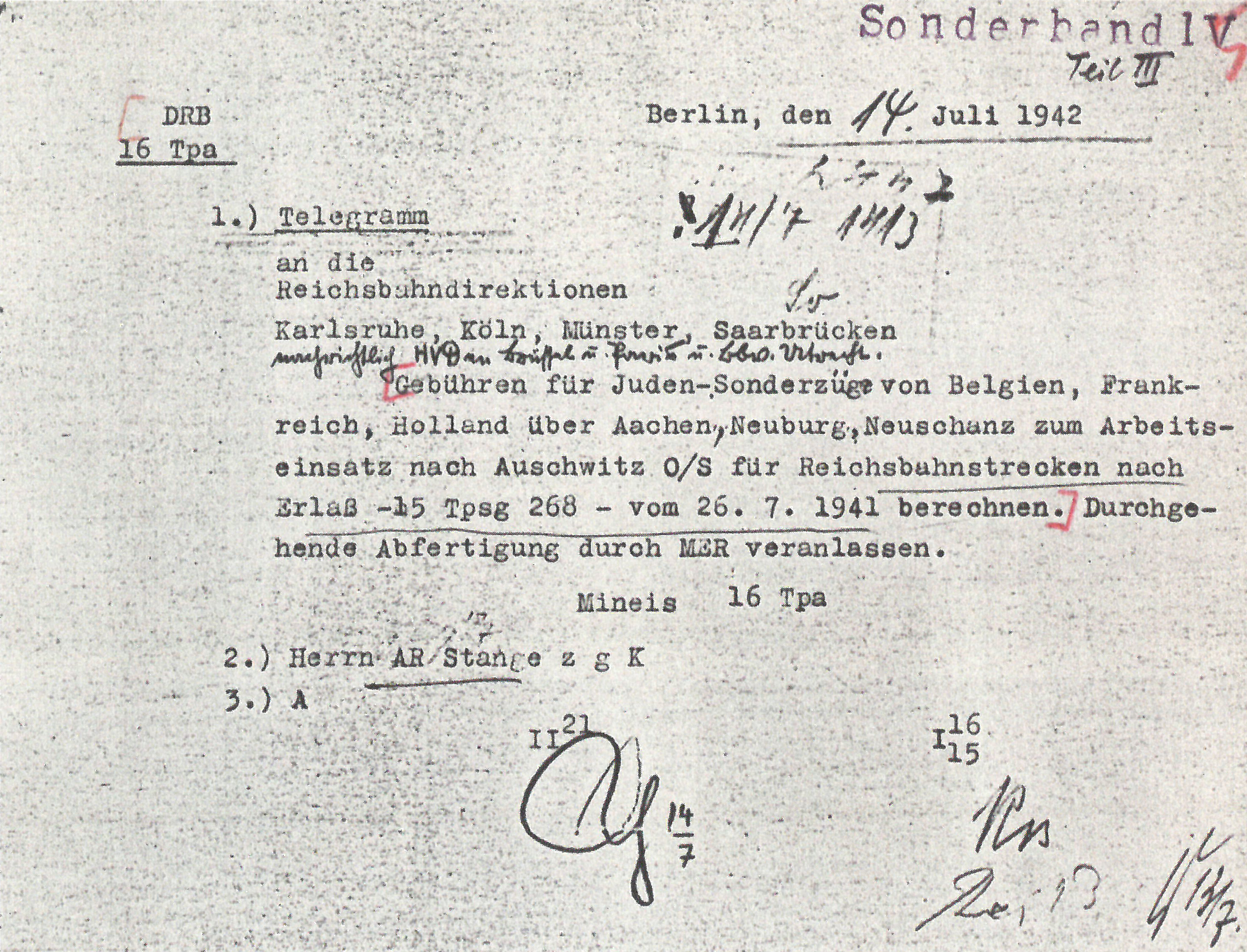
Telegramm von 1942 zur Gebührenregelung für Juden-Sonderzüge aus Belgien, Frankreich und Holland nach Auschwitz mit der Aufforderung, die durchgehende Abfertigung durch das Mitteleuropäische Reisebüro zu veranlassen.

Das MER wirkte an nationalsozialistischen Maßnahmen der Propaganda, Entrechtung, Verfolgung, Ausbeutung und Vernichtung mit. Bereits am 16. September 1933 meldete die Direktion, alle nichtarischen Angestellten seien aus dem Unternehmen „ausgeschieden“. Das MER organisierte Reisen der NS-Organisation Kraft durch Freude (KdF): Im Jahr 1934 wurden über KdF-Programme 80.000 Urlauber als Passagiere nach Madeira befördert, 1937 waren es bereits 150.000 Reiseteilnehmer. Frank Hensel wurde 1936 auf Initiative des Reichsministeriums für Volksaufklärung und Propaganda neuer Personalchef des MER. Er war ein alter Kämpfer der NSDAP, trug das goldene Parteiabzeichen und gehörte seit Anfang 1938 der SS und dem SD an. Zum I. April 1937 gründete das Unternehmen die MER-Pensionskasse VVag als Nachfolgerin seiner Angestellten Wohlfahrtskasse.
Das MER beteiligte sich ferner aktiv an der Vertreibung von Juden aus Europa. Mitarbeiter des Unternehmens unterbreiteten Adolf Eichmann den Vorschlag, Juden in Sonderzügen durch das besetzte Frankreich und Spanien nach Lissabon zu verbringen, damit diese von dort Schiffe nach Übersee nahmen. Die MER-Geschäftsführung bilanzierte diese Vertreibungskampagne als „sehr ertragreich“. Die beteiligten Mitarbeiter erhielten Sondergratifikationen.
Mit Beginn der gewaltsamen NS-Expansionspolitik stieg das Unternehmen in den Transport von Zwangsarbeitern ein. Bereits im Frühjahr 1939 war es an der Beförderung von 7.900 Zwangsarbeitern aus dem sogenannten Protektorat Böhmen und Mähren beteiligt. Nach Beginn des Zweiten Weltkrieges steigerte das Unternehmen diese Zahlen. 1940 rechnete das MER allein 645 Sonderzüge mit insgesamt 320.000
polnischen Landarbeitern ab, die zum Arbeitseinsatz ins Deutsche Reich verfrachtet worden waren.
Das Unternehmen beteiligte sich auch am Holocaust. So ließ die Geheime Staatspolizei (Gestapo) am 25. Juli 1942 14 Waggons von Düsseldorf nach Theresienstadt fahren. Auf eine Anfrage der Kölner MER-Filiale hatte die Gestapo am Tag zuvor gemeldet, dass 700 Juden und 16 Wachmänner auf den Transport gehen würden. Das MER berechnete daraufhin 16,60 Reichsmark pro Person. Adressat der Rechnung war die Abteilung für „Judenangelegenheiten“ der Düsseldorfer Gestapo. Diese griff auf konfisziertes jüdisches Vermögen zurück, denn es gab kein Budget für die Judendeportationen. Wie aus einer entsprechenden Anweisung der Reichsbahn aus dem Jahr 1942 hervorgeht, waren die Deportationen der Juden aus den Niederlanden, Belgien und Frankreich nach Auschwitz durch das Mitteleuropäische Reisebüro abzuwickeln. Das MER übernahm den Fahrkartenverkauf und die Rechnungstellung. Es erhielt für seine Dienste bei den Judendeportationen und bei den Zwangsarbeitertransporten eine Provision von zwei bis sieben Prozent.
Im Unterschied zu den Trends in der Zivilwirtschaft stiegen die Umsätze des MER in den Jahren des Krieges. So lag der Umsatz des Unternehmens 1943 bei 343 Mio. Reichsmark; 1938, dem Spitzenvorkriegsjahr, hatte dieser Wert bei nur 250 Mio. Reichsmark gelegen.
Nach dem Krieg hatte das MER Schwierigkeiten, diese Entwicklung zu erklären, ohne dabei die Juden- und Zwangsarbeitertransporte zu erwähnen. Laut Prüfungsbericht vom November 1947 zum Geschäftsjahr 1943 waren es angeblich die „Mehrbeanspruchung der höheren Wagenklassen“ und die Zerstörung der Reichsbahn-Fahrkartenschalter, die für diese Umsatzzuwächse verantwortlich waren. Zudem hätten Reisende verstärkt die MER-Büros aufgesucht, um „die Vorschriften des Reiseverkehrs richtig einzuhalten“.

### Aufteilung des Filialbesitzes
Anfang November 1946 verfügte der Alliierte Kontrollrat die Umbenennung des Mitteleuropäischen Reisebüros in Deutsches Reisebüro. Das Unternehmen verlegte seinen Sitz 1945 von Berlin nach Frankfurt am Main. 1949 bezog es dort Räumlichkeiten in die Mainzer Landstraße. Der Filialbesitz im Ausland wurde enteignet, die Geschäfte auf ostdeutschem Gebiet fasste man zum staatlichen Reisebüro der DDR zusammen. Als weitere Auflage durfte das Deutsche Reisebüro bis 1954 keine neuen Filialen eröffnen oder hinzukaufen. Die Alliierten entzogen dem Unternehmen das Monopol für den Verkauf von Fahrkarten der Deutschen Reichsbahn. Die Umstrukturierungen führten zu neuen Eigentumsverhältnissen: Die Deutsche Reichsbahn hielt als Mehrheitsgesellschafter 52 %, Hapag-Lloyd 34 % und das Amtliche Bayerische Reisebüro 14 % der Unternehmensanteile.

### Wiederaufbau nach dem Krieg

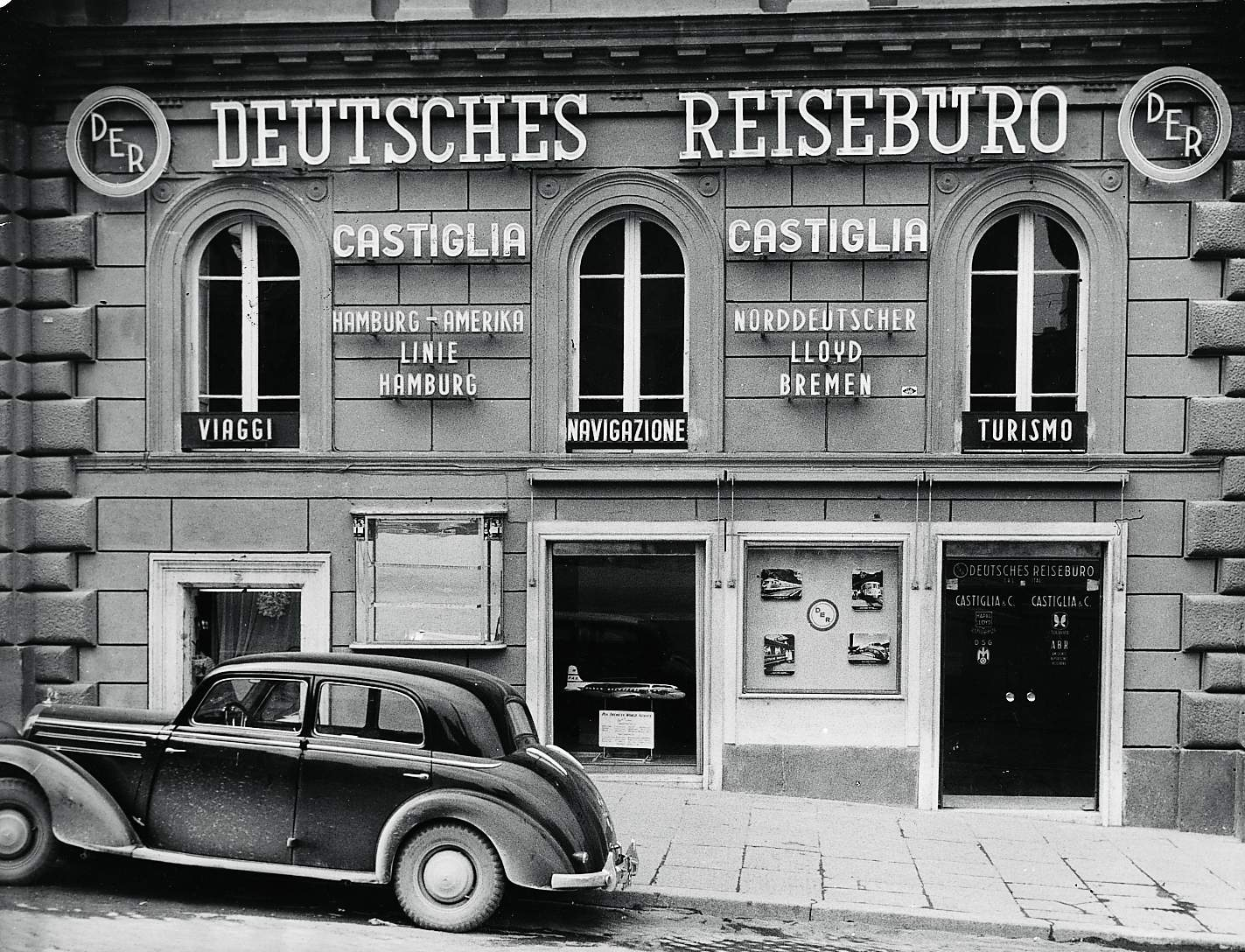
Erste Auslandsfiliale des Deutschen Reisebüros nach dem Zweiten Weltkrieg in Rom (1954)

In den Nachkriegsjahren war das Geschäft des Deutschen Reisebüros durch den Wiederaufbau des Geschäftsbetriebs gekennzeichnet. 1948 gründete das Deutsche Reisebüro zusammen mit dem Amtlichen Bayerischen Reisebüro, Hapag-Lloyd und dem Reiseunternehmer Carl Degener die sogenannte Arbeitsgemeinschaft für Gesellschaftsreisen, aus der 1951 das Touristikunternehmen Touropa hervorging. Ihr Ziel war es zunächst, Erholungsreisen nach Bayern anzubieten. Zusätzlich öffnete sich das Deutsche Reisebüro für den Bustourismus und beteiligte sich am Busreiseanbieter Deutsche Touring. Mitte der 1950er Jahre eröffnete das Deutsche Reisebüro zudem seine erste ausländische Filiale in Rom. Man erweiterte die Produktpalette und nahm erstmals Reisen zu den Olympischen Sommerspielen ins Angebot auf. 1961 bezog das Deutsche Reisebüro eine neue, zehnstöckige Unternehmenszentrale in Frankfurt am Main an der Eschersheimer Landstraße. Neben dem wachsenden Geschäft mit Urlaubsreisen entwickelte das Deutsche Reisebüro ab 1965 ein zusätzliches Betätigungsfeld: Das Unternehmen beförderte ausländische Gastarbeiter während der Sommerferien mit Sonderflügen und Sonderzügen in ihre Heimat. Die seit Ende 1968 bestehende TUI erwarb 1970 Airtours, an dem das Deutsche Reisebüro relevante Anteile hielt. Zugleich beteiligte sich das DER an der TUI mit 11,7 Prozent.

### Wachstum durch Flugreisen

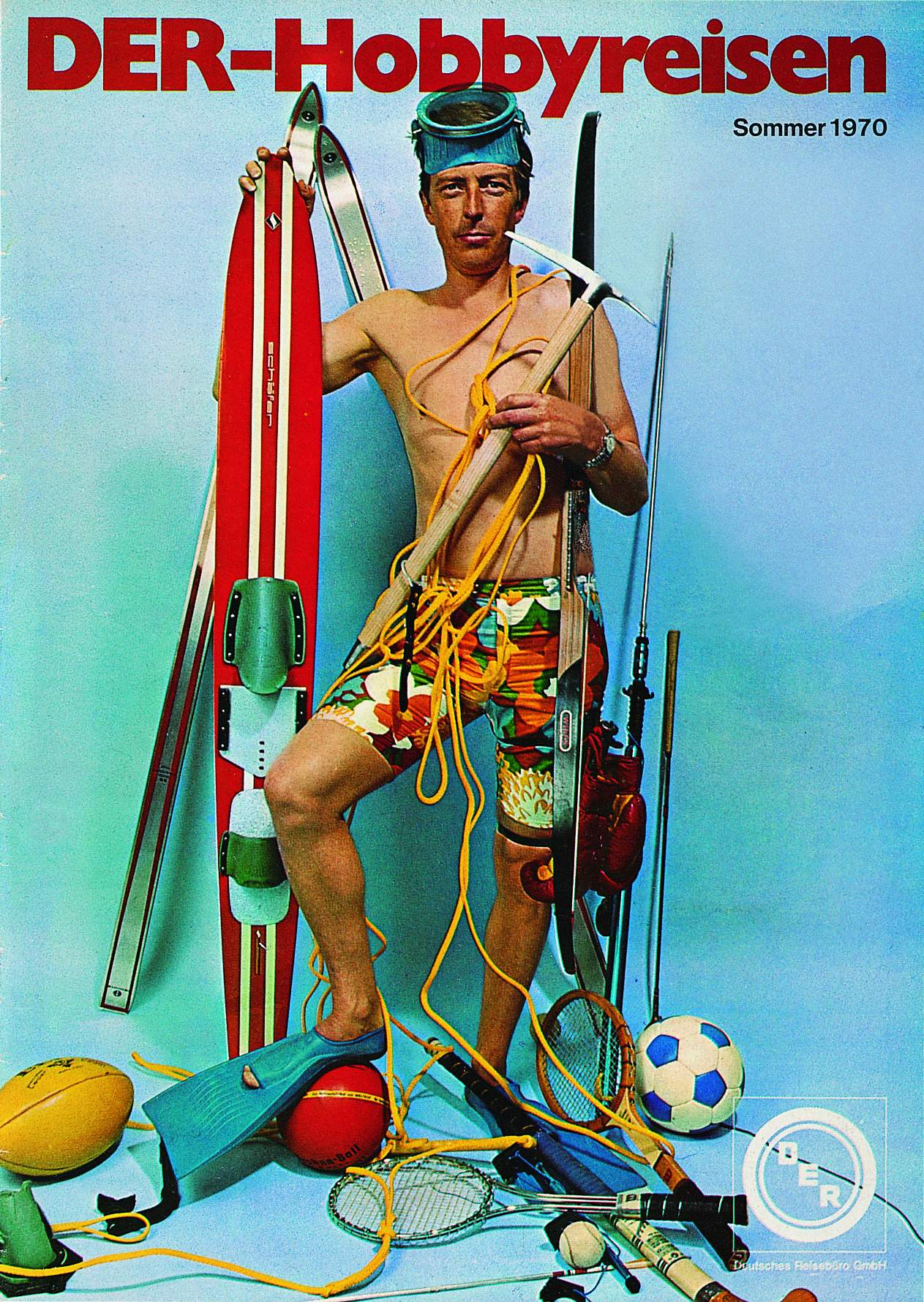
Cover eines Katalogs für Hobbyreisen des Deutschen Reisebüros (1970)

Der Beginn des Jet-Zeitalters sorgte beim Deutschen Reisebüro für eine steigende Nachfrage nach Flugreisen. Bedeutsam wurde hier der Airline Deregulation Act von 1978, der auch den Flugverkehr über dem Nordatlantik liberalisierte und für schnell steigende Passagierzahlen sorgte. Mit New World Travel schuf das Unternehmen 1979 eine eigene Zielgebietsagentur in den Vereinigten Staaten. Den unter wirtschaftlichen Druck geratenen eigenständigen Reisebüros in Deutschland begegnete man durch Gründung von Derpart, einer Franchise-Organisation für Reisebüros. Unter deren Dach schlossen sich über 150 Vertretungen mit rund 300 Reisebüros in einem Verbund zusammen.
1980 beteiligte sich die Deutsche Lufthansa mit über 10 % am Deutschen Reisebüro. Die Fluggesellschaft wollte so vom Wachstum des Unternehmens profitieren und gleichzeitig den Handel mit Billigtickets eindämmen. Um die veränderte Nachfrage im deutschen Markt zu bedienen, schuf das Deutsche Reisebüro im Jahr 1983 die Veranstaltermarke Dertour. Sie wurde ab 1986 für alle Geschäfte, bei denen das Unternehmen als Reiseveranstalter fungierte, verwendet. Dertour leistete einen entscheidenden Beitrag zur weiteren Expansion. Mit wachsenden Umsätzen und zunehmender Unternehmensgröße entschied sich das Deutsche Reisebüro, eine neue Zentrale im Frankfurter Mertonviertel zu bauen, die 1991 bezogen wurde.

### Umstrukturierungen ab 1990
Nach dem Fall des Eisernen Vorhangs und der Deutschen Wiedervereinigung kam es zu einem rapiden Preisverfall bei Zugtickets. Gleichzeitig begann das Zeitalter der Billigflüge. Viele Reisebüros waren von Kürzungen der Provisionen betroffen.
Aufgrund des veränderten Reiseverhaltens gab 1995 zunächst Hapag-Lloyd seine Beteiligung am Deutschen Reisebüro auf. Das Unternehmen befand sich fortan ausschließlich im Eigentum der Deutschen Bahn (66,8 %) und der Deutschen Lufthansa (33,2 %). Im weiteren Verlauf der 1990er Jahre wurde das Amtliche Bayerische Reisebüro zu 100 % vom Deutschen Reisebüro übernommen. Zum Jahreswechsel 1997/1998 stieg schließlich auch die Deutsche Lufthansa beim Deutschen Reisebüro aus, sodass sich das Unternehmen fortan vollständig im Besitz der Deutschen Bahn befand. Anschließend wurden der Veranstalter Dertour und der Reisebürovertrieb in eigenständige Tochtergesellschaften ausgegliedert. Die Muttergesellschaft des Deutschen Reisebüros entwickelte sich zu einer reinen Dienstleistungsholding.

### Übernahme durch die REWE
Ende 1999 gab die Deutsche Bahn bekannt, das Deutsche Reisebüro zum 1. Januar 2000 an den Kölner Handelskonzern REWE zu veräußern. Das Deutsche Reisebüro erzielte damals einen Rekordumsatz von 5,13 Milliarden Deutsche Mark und hatte rund 4300 Mitarbeiter. Mit der Übernahme stärkte REWE seine Reisesparte und avancierte zu einem führenden Unternehmen der Branche. Vor dem Erwerb des Deutschen Reisebüros zählten zum touristischen Geschäft des Konzerns bereits der Reisebürovertrieb Atlas Reisen (erworben 1988) und der deutsche Reiseveranstalter ITS Reisen sowie die österreichische Tochtergesellschaft ITS Billa Reisen (beide erworben 1995).
Anfang 2000 wuchs die Reisesparte der REWE um ADAC Reisen, einem Tochterunternehmen des Automobilclubs ADAC. Das Deutsche Reisebüro erwarb eine Mehrheitsbeteiligung an der Veranstaltermarke. Im Jahr 2001 kaufte und sanierte REWE die LTU Touristik. Die Akquisition umfasste unter anderem die Veranstaltermarken Jahn Reisen, Meiers Weltreisen und Tjaereborg. Die Dachmarke LTU Touristik wurde zunächst weitergeführt und 2006 in REWE Touristik geändert. Zudem verkaufte die REWE ihren Minderheitsanteil (40 %) an der Fluggesellschaft LTU, in deren Besitz sie 2001 im Zuge der Übernahme der LTU Touristik gekommen war.

### Aufwertung der Reisesparte
Durch die Akquisitionen baute die 2006 geschaffene REWE Group die Touristik schrittweise neben dem klassischen Handel zu ihrem zweiten Standbein aus. Sowohl das Deutsche Reisebüro als auch die Tochter- und Schwestergesellschaften des Unternehmens gewannen innerhalb des Konzerns immer mehr an Bedeutung. Die Unternehmen überstanden auch die Krise nach den Terroranschlägen am 11. September 2001 ohne nennenswerte wirtschaftliche Schwierigkeiten. In den folgenden Jahren investierte man unter anderem in die Digitalisierung, das Luxussegment und die Geschäftsreisesparte DER Business Travel. 2006 gründete die REWE Touristik zusammen mit der schweizerischen Coop Genossenschaft den Reiseveranstalter ITS Coop Travel. 2007 rief man den Direktveranstalter clevertours.com ins Leben, der hauptsächlich Reisen für Kunden der REWE- und PENNY-Märkte produziert.

### DERTOUR Group als Dachmarke
Bis 2009 stieg die Reisesparte der REWE Group zur Nummer 2 im deutschen Markt auf. 2013 wurde die DER Touristik Group als Dachmarke etabliert. Sie bündelte die touristischen Unternehmen an den Standorten in Frankfurt am Main und Köln. Die zeitweise verwendete und weniger bekannte REWE Touristik fiel damit als Bezeichnung der Reisesparte der REWE Group weg. Im Zuge der Umstrukturierung schuf man einen einheitlichen Markenauftritt für die Unternehmensgruppe und modernisierte den Auftritt der Filialen des unternehmenseigenen Reisebürovertriebs. Unter anderem verschwand die klassische Katalogwand. Die Büros von Atlas Reisen wurden in DER Reisebüro umbenannt, sodass der stationäre Vertrieb des Unternehmens in Deutschland einheitlich aufgestellt war.

### Europäischer Touristikkonzern
2012 beteiligte sich die DERTOUR mehrheitlich an der Exim Group, die mit Reiseveranstaltern in Polen, der Slowakei, Tschechien und Ungarn aktiv ist. 2014 wurde die DERTOUR Foundation ins Leben gerufen. Ihr Zweck ist die Förderung der Bildung von Kindern und Jugendlichen weltweit, der Erhalt des ökologischen Lebensraums und der Artenvielfalt sowie nachhaltige Entwicklungshilfe. 2014 erfolgte die Übernahme des niederländischen Online-Reiseportals Prijsvrij. 2015 kaufte das Unternehmen die europäischen Veranstalter, Spezialisten und Stores der Kuoni Group. Hierdurch kam es zu einer signifikanten Verbesserung der Präsenz in der Schweiz sowie dem Markteintritt in den Benelux-Ländern, Finnland, Großbritannien und in Skandinavien. Die Landesgesellschaften von Kuoni setzten weitestgehend selbstständig ihre Arbeit fort und firmieren mittlerweile unter der Marke DERTOUR.
Ab 2017 gab sich die DERTOUR Group innerhalb der REWE Group eine eigene Teilkonzernstruktur, um die Zusammenarbeit zu verbessern und historisch gewachsene Strukturen zu vereinfachen. Die neu geschaffene Holding dient seither als Muttergesellschaft für alle Geschäftseinheiten der Reisesparte der REWE Group. 2018 erwarb die DERTOUR Group das Unternehmen Travel Lab, besser bekannt als Kuoni France. Damit gelang der Eintritt in den französischen Markt. Im Dezember 2019 übernahm die DERTOUR Group die Hotel-Marke „Sentido“ von der insolventen Thomas Cook Touristik GmbH. Im Mai 2020 übernahm DERTOUR das tschechische Touristikunternehmen Cestovní kancelář FISCHER a.s. vom Mischkonzern KKCG.
Im Februar 2025 wurde bekannt, dass die DERTOUR Group, unter dem Vorbehalt der Freigabe durch die zuständigen Behörden, die gesamte Hotelplan Group mit Ausnahme von Interhome übernimmt.

## Gegenwart

### Struktur
Als Dachgesellschaft der Unternehmensgruppe fungiert die DERTOUR Group GmbH, eine Gesellschaft mit beschränkter Haftung nach deutschem Recht. Sie wurde im Dezember 2016 ins Handelsregister eingetragen, nahm 2017 ihren Geschäftsbetrieb auf und ist eine hundertprozentige Tochtergesellschaft der REWE Group. Das Stammkapital der DERTOUR Group beträgt 75.000 Euro, Unternehmenszweck ist laut Satzung das „Halten und Verwalten von Beteiligungen sowie sonstige Betätigung auf dem Gebiet DERTOUR im In- und Ausland“.
Die DERTOUR Group wird von Ingo Burmester, (CEO Central Europe), Leif Vase Larsen (CEO International) und Boris Schnabel (CFO Group) geleitet.
Damit die Geschäftsfelder der DERTOUR Group zusammenarbeiten können, ist das Unternehmen in fünf Abteilungen gegliedert. Hierbei bildet Zentraleuropa mit den touristischen Geschäften in Deutschland, Österreich und der Schweiz die größte Einheit. Nordeuropa sind die Aktivitäten in den Benelux-Staaten, Finnland, Frankreich, Großbritannien und Skandinavien zugeordnet. Das Geschäft in Osteuropa (eigentlich Mitteleuropa) umfasst die Aktivitäten der Exim Holding in Tschechien, Polen, der Slowakei und Ungarn. Einen weiteren Bereich bilden die Zielgebietsagenturen (Destination Management Companies, kurz DMC) und die Hotelaktivitäten.

### Standorte
Die DERTOUR Group ist mit über 130 Unternehmen auf 16 europäischen Quellmärkten aktiv. Der Unternehmenssitz befindet sich in Köln, wobei man für die Geschäftstätigkeit auf dem deutschen Markt über zwei Zentralen in Köln und Frankfurt am Main verfügt. Die beiden deutschen Standorte spiegeln die historische Entwicklung als Reisesparte der Kölner REWE Group einerseits sowie als DB-Tochtergesellschaft mit dem Traditionssitz in Frankfurt am Main andererseits wider.
Europaweit unterhält die DERTOUR Group über 2100 Reisebüros. Nach eigenen Angaben ist das Unternehmen damit Marktführer im stationären Reisevertrieb in Deutschland. Auch gemessen am Umsatz ist die DERTOUR Group einer der größten Reiseveranstalter im deutschsprachigen Raum.

### Marken
Kernprodukt der DERTOUR Group ist die Veranstalterreise. Hierbei werden je nach Marke und Markt Reisen für Kunden mit unterschiedlichen Motiven produziert, darunter Bade-, Städte- und Geschäftsreisen. Zusätzlich zum klassischen Veranstaltergeschäft, das sich an eine große Zielgruppe richtet, hat die DERTOUR Group unter ihrem Dach zahlreiche Spezialanbieter versammelt, etwa für Tauchferien. Reisen von Veranstaltern und Spezialisten werden über eigene und fremde Reisebüros oder online vertrieben.
Reiseveranstalter
- Apollo
- clevertours.com
- Dertour
- Exim Tours
- Helvetic Tours
- ITS
- jö.REISEN[92]
- BILLA Reisen[93]
- Kuoni
- Meiers Weltreisen
- Transair
- Travelix

Spezialanbieter
- Asia 365
- camperboerse.de
- Carrier
- Celtictours
- Cotravel
- CV Villas
- Donatello
- Frantour
- Golf Plaisir
- Helvetic Tours
- Jules Verne
- Kirker
- Koning Aap
- Les Ateliers du Voyage
- Lime Travel
- Manta Reisen
- Pink Cloud
- Private Safaris
- Scanditours
- Shoestring
- Transair
- X Travel

Geschäftsreiseanbieter
- DER Business
- Kuoni
- Derpart Travel Service

Vertriebsnetz
- DER Reisebüro
- DERTOUR Partner-Service
- DER.com
- Derpart
- Prijsvrij Vakanties

Hotelketten
- Sentido
- Calimera
- ananea
- Aldiana
- Cooee
- Playitas

Zusätzlich zu den genannten Marken betreibt die Apollo Travel Group seit 1997 die Fluglinie Novair, die damit ebenfalls zur DERTOUR Group gehört.

Logos von Marken und Unternehmen der Gruppe
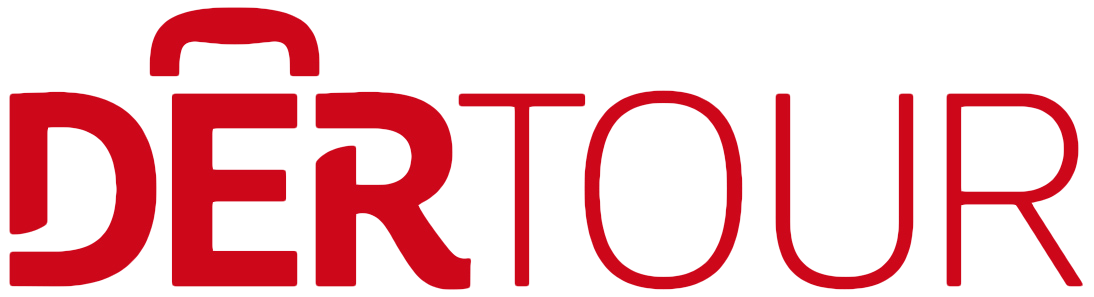
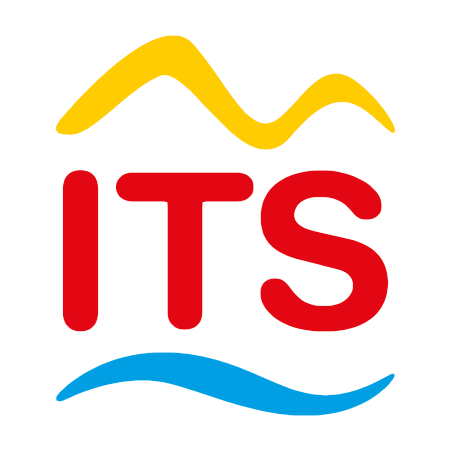
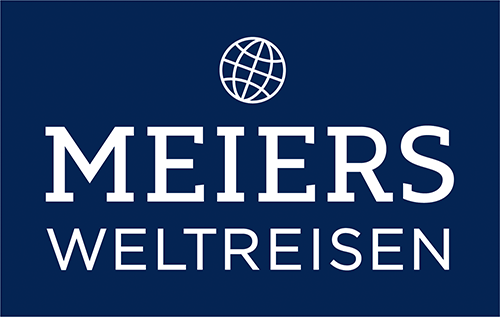
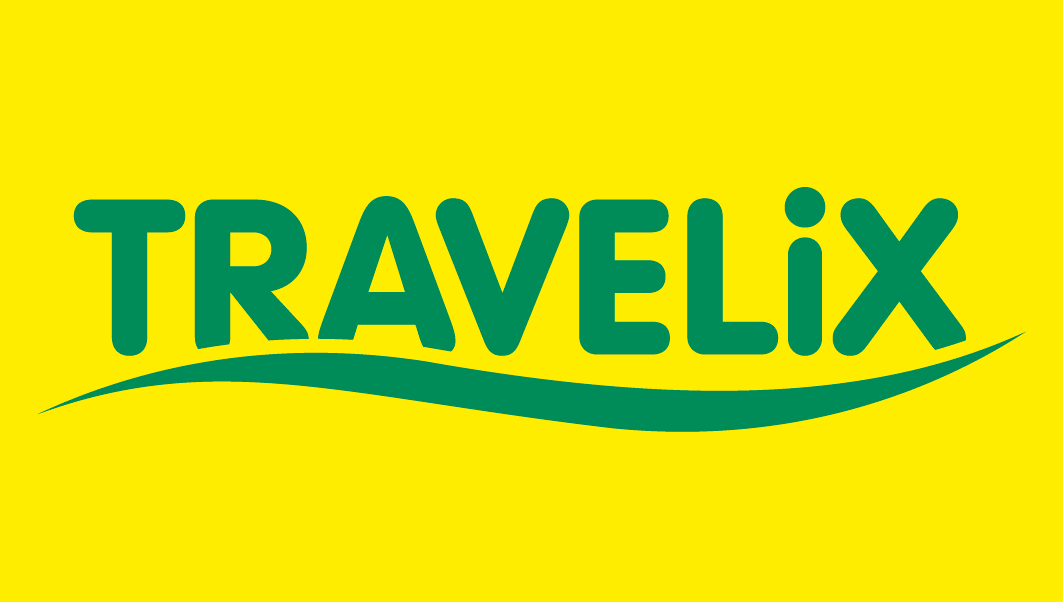

## Kritik
Das Unternehmen hat sich nie zu seiner Beteiligung am Holocaust und zu den Zwangsarbeitertransporten geäußert. Die Beteiligung an der Vernichtung des europäischen Judentums war seit 1961 bekannt. Raul Hilberg machte auf die Rolle des Mitteleuropäischen Reisebüros in seiner fundamentalen Studie über den Völkermord an den Juden aufmerksam. 2013 publizierte der Historiker Bernd Sambale einen langen Zeitungsaufsatz, der das Agieren des Unternehmens im Dritten Reich thematisierte. 2019 griff auch das Nachrichtenmagazin Der Spiegel das Thema auf und enthüllte, dass eine hauseigene Studie der DERTOUR Group, angefertigt vom Kölner Geschichtsbüro Reder, Roeseling & Prüfer, unter Verschluss gehalten wird.
Andreas Nachama, geschäftsführender Direktor der Stiftung Topographie des Terrors, Publizist und Rabbiner, schrieb dazu in der Jüdischen Allgemeinen: „Es ist ein peinlicher Rückfall in die Jahre des Verdrängens, Beschönigens und Totschweigens, eine solche Studie unter Verschluss zu halten“. Nachfragen dazu sowie zu seiner NS-Geschichte ignoriert das Unternehmen bis heute durchgängig.

## Anhang